# Ludwig Willems
Ludwig Willems (Herentals, 7 febbraio 1966) è un ex ciclista su strada belga, professionista dal 1987 al 1998.

## Palmarès

### Strada
- 1986 (Dilettanti, una vittoria)

Hasselt-Spa-Hasselt
- 1988 (Lotto-Eddy Merckx, due vittorie)

Omloop Gemeente Melle
6ª tappa Tour de la Communauté Européenne (Liegi > Colonia)
- 1990 (Lotto-Super Club, una vittoria)

Omloop Gemeente Melle

#### Altri successi
- 1988 (Lotto-Eddy Merckx)

2ª tappa Tour de la Communauté Européenne (Douai > Fontaine, cronosquadre)
- 1990 (Lotto-Super Club)

Geetbets

## Piazzamenti

### Grandi Giri
- Tour de France

1991: 150º
- Vuelta a España

1992: ritirato (10ª tappa)

### Classiche monumento
- Milano-Sanremo

1987: 156º
1990: 104º
1993: 141º
1997: 157º
- Giro delle Fiandre

1987: 85º
1989: 40º
1991: 52º
1993: 27º
1995: 41º
1996: 72º
1997: 73º
- Parigi-Roubaix

1988: 71º
1991: 76º
1994: 8º
1995: 58º
1996: 40º
1997: 26º
1998: ritirato